# 永倫籃球隊
永倫籃球隊（Winling Basketball Club）於1980年成立，現時為香港籃球聯賽甲一組參賽球隊。宗旨為培訓年青一代籃球員，並透過推廣籃球運動，向年青人灌輸正面人生觀及團隊精神。

## 球隊歷史
永倫籃球隊由許業榮先生及其太太陳書麟女士於1980年成立，球隊名稱來自夫妻二人名稱（榮及麟）之諧音。於1986年開始參加香港籃球聯賽乙組賽事，於1993年獲得銀牌賽男子初級組及香港籃球聯賽甲二組雙料冠軍。永倫於1994年升上甲一組角逐後，1995年便首次成為甲一組聯賽盟主。及後一直是香港籃球聯賽及銀牌賽之決賽常客，至今 (1995-2015) 先後獲得11次贏得甲一聯賽總冠軍。

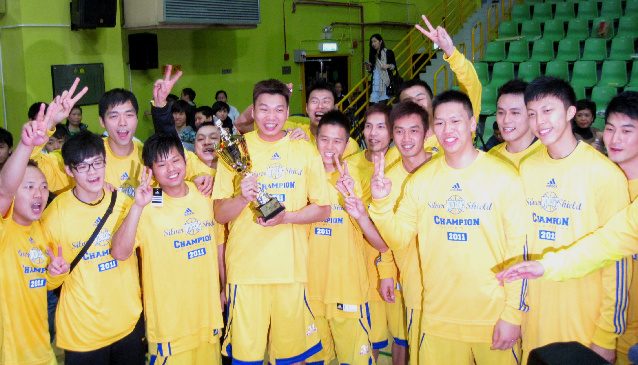
2011年3月26日，永倫挫南華勇奪銀牌賽冠軍

2008年開始，永倫更再獲得adidas贊助球衣。於2008年度，永倫已獲得工商盃全港公開籃球賽及康文盃籃球錦標賽冠軍。及後，球隊因為人事上產生了未能控制的變化，球員離隊、交通意外、考試、加班及輪班工作等，以至表現未如理想。銀牌賽敗於南華，僅獲得賽事之亞軍。2009年雖然於銀牌賽失利，但在南韓籍教練申東燦帶領下，以不敗之身勇奪甲一籃球聯賽常規賽冠軍。其後於季後賽決賽更以總場數三比一勝出，成為常規賽及總決賽「雙料冠軍」。隊長潘志豪更榮獲賽事最有價值球員（Most Valuable Player）。2010年，永倫奪得甲一組聯賽總冠軍，第8度成為香港籃壇盟主。2011年，永倫奪得銀牌、聯賽常規賽及季後賽、康文盃壯年組四項冠軍。2015年，永倫陣中之加拿大前國手泰拿表現卓越，於五場三勝制的總決賽第五場賽事，攻入46分，帶領球隊勇奪總冠軍。泰拿亦成為該項賽事的MVP。

### 2016一2017年甲一球季
2016年9月福建籃球隊中鋒司徒偉傑加盟永倫籃球隊。
2017年永倫籃球隊成為香港籃球界三大班霸之一。香港甲一組籃球壇史上第一首球會主題曲、永倫專屬打氣歌《Let's Go Yellow》今季面世.

### 2017一2018年甲一球季
2017年11月，簽了方誠義、梁民熊、潘志豪等球員，加強實力。永倫聯賽6勝1負,奪得2018年甲一籃球聯賽常規賽亞軍。
2018年7月，三比零勝滿貫，奪得2018年甲一籃球聯賽季後賽季軍。

### 2018一2019年甲一球季
收購球員許烜行、林佑泉、黃灝賢、馮逸朗、張梓輝、胡俊豪、黃子謙、廖健鋒、侯澤鋒、魏詠暉等
今次参與第22屆超級工商盃球員陣容：包括0號許烜行、3號梁民熊、4號基士頓、5號賀斯福、9號霍嘉銘、11號潘志豪、12號林佑泉、13號周迎堅、17號黃子謙、22號方誠義、28號侯澤鋒、29號黃鎮煒、32號廖健鋒、33號程健文、35號魏詠賢、38號黃灝賢、55號泰那。
12月16日星期日下午3時正在伊利沙伯體育館對
廣西威壯，以86比79擊敗對手。首次奪得超級工商盃冠軍，球員方誠義更成為今次比賽MvP球員。今屆賽事是第22屆。完成今日比賽後，就會備戰本地三大比賽、工商盃、銀牌、甲一聯賽。
2019年1月20日(星期日)，2002年出道的永倫射手劉子健宣佈退役。退役後會有正職做。閒時亦會兼職任教青少年籃球班。之後疫情關係、聯賽停擺、張偉康、黃鎮煒、方誠義轉投滿貫、梁民熊轉投飛鷹、2023年再轉會升班馬晉裕、劉凱濤離隊、蔡龍德和黃子謙轉投福建、許烜行轉投香港金牛，老將潘志豪及賀斯福宣佈退役。

### 2023一2024年球季
主教練今季由霍嘉銘擔任，2023年7月5日康文盃決賽71比74康仁福建屈居亞軍、2023年7月8日香港三人籃球聯賽19比21滿貫只得亞軍。2023年球員名單包括：31號前鋒連浩駿、8號得分後衛韓天次、24號得分後衛林俊達、23號大前鋒或中鋒文俊傑、9號後衛何倚富、1號大前鋒吳翊旺、99號大前鋒或中鋒莊煒業、4號小前鋒葉文俊、33號後衛陳可鈐、12號大前鋒文俊浩、00號控球後衛劉俊鴻、6號前鋒蘇恩樂、美國籍外援20號前鋒查雲希爾、加拿大籍歸化球員55號後衛泰那、紐西蘭籍歸化球員13號前鋒周迎堅。
2023年10月中、創辦人之一陳書麟女士去世。

### 2024一2025年甲一球季
2025年2月，永倫以一比三不敵南華，屈居甲一籃球聯賽季後賽亞軍。

## 聯賽成績[3]
| 年份     | 1995 | 1996 | 1997 | 1998 | 1999 | 2000 | 2001 | 2002 | 2003 | 2004 | 2005 | 2006 | 2007 | 2008 | 2009 | 2010 | 2011 | 2012 | 2013 | 2014 | 2015 | 2016 | 2017 | 2018 | 2019 | 2021 |
| 甲一聯賽 | 冠軍 | 亞軍 | 殿軍 | 亞軍 | 季軍 | 冠軍 | 冠軍 | 冠軍 | 季軍 | 亞軍 | 季軍 | 冠軍 | 冠軍 | 季軍 | 冠軍 | 冠軍 | 冠軍 | 亞軍 | 季軍 | 冠軍 | 冠軍 | 季軍 | 亞軍 | 季軍 | 季軍 | 殿軍 |
| 銀牌賽   | 殿軍 | 季軍 | 季軍 | 殿軍 | 冠軍 | 冠軍 | 亞軍 | 冠軍 | -    | -    | 亞軍 | -    | 亞軍 | 亞軍 | 亞軍 | 亞軍 | 冠軍 | 亞軍 | 亞軍 | 冠軍 | 亞軍 | 亞軍 | 亞軍 | 冠軍 | 季軍 |      |

- 2000年至2002年： 繼威立之後，永倫是本地第二支連續三年稱王的球隊[12]
- 2000年、2002年、2011年及2014年：2項本地賽事雙料冠軍
- 2002年：以不敗身入決賽並獲得冠軍[13]

## 球會文化

### 主題曲
永倫主題曲為《Let's Go Yellow!》，由享樂團作曲，一毫子填詞，享樂團主唱。

## 管理層
| 球會創辦人：許業榮、陳書麟 |
| 球會會長：許業榮           |
| 球會副會長：彭漢釗、馮康   |
| 球會領隊：林植昌           |

## 職員名單
| 籃球部主教練：霍嘉銘   |
| 籃球部助理教練：翁萬特 |
| 籃球部助理教練：王少波 |

## 歷任主教練
- 霍嘉鉻(2023年一至今)
- 鄺偉祥(202O年)
- 申東燦(2009年)

## 曾效力球員

### 本地球員
| - 鍾馬飛 - 廖慧森 - 虞興海 - 黃志偉 - 何國文 - 林溥來 - 吳華峰 - 蘇伊俊 - 葉嘉浩 - 梁鎮雄 - 蔡芳裕 - 香振強 - 王祐天 - 石少基 - 徐遠成 - 張永生 - 李嘉耀 - 李琪 - 陳兆榮 - 張偉康 - 幸啟文 - 司徒偉傑 - 程健文 - 方誠義 - 呂楚威 - 李翹峰 - 李樹榮 - 富思覺 - 賀斯福 - 徐遠征 - 韋思庭 - 文俊浩 - 何倚富 - 吳嘉軒 - 吳焜耀 - 陳可鈐 - 陳子浩 - 陳少偉 - 田浩鵬 - 謝朗明 - 潘浩賢 - 鄧小炬 - 張柏倫 - 黃志偉 - 李偉倫 - 陳貴文 - 翁萬特 - 程焯文 - 林萬進 - 潘志豪 - 林佑泉 - 黃灝賢 - 魏詠輝 - 黃鎮煒 - 蔡龍德 - 劉凱濤 - 梁民熊 - 連浩駿 - 何俊杰 - 程子朗 - 廖健鋒 - 黃子謙 |

### 外援球員
- 波維爾
- 連諾斯

## 外部連結
- 香港籃球總會 （页面存档备份，存于）
- 永倫網誌 （页面存档备份，存于）